# Фунакубо Харука
Харука Фунакубо (яп. 橋本壮市; 24 серпня 1991, Префектура Сідзуока, Японія) — японська дзюдоїстка, срібна та бронзова призерка Олімпійських ігор 2024 року, триразова чемпіонка світу.

## Виступи на Олімпіадах
| Олімпіада  | Дисципліна      | Місце |
| ---------- | --------------- | ----- |
| Париж 2024 | до 57 кг        | 3     |
| Париж 2024 | змішана команда | 2     |

## Зовнішні посилання
- Фунакубо Харука на сайті International Judo Federation (англійська)
- Фунакубо Харука на сайті JudoInside.com (англійська)
- Фунакубо Харука на сайті AllJudo.net (французька)
- Фунакубо Харука на сайті Olympics.com (англійська)